# Fallzahl

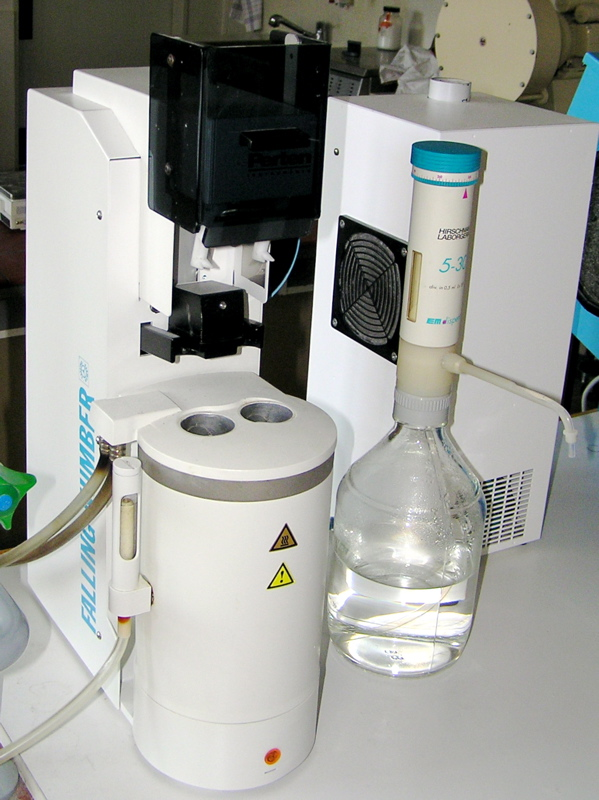
Gerät zur Fallzahl-Bestimmung

Die Fallzahl (engl.: Falling Number) ist eine einfache und schnelle Methode zur Prüfung der Backfähigkeit von Getreidemehl.
Die Fallzahl ist die Zeit in Sekunden, die ein standardisierter Stab benötigt, um durch einen Stärkekleister aus Mehl und Wasser hindurchzufallen (einschließlich 60 s Rührzeit). Hat Auswuchs die Stärke geschädigt, ist die Fallzahl zu klein. Für Brotroggen muss sie höher als 120 s liegen, Backweizenwerte liegen optimal bei 200–250 s; unter 150 s ist das Mehl auswuchsgeschädigt.
Die Fallzahlmethode (nach Hagberg) bestimmt die Alpha-Amylase-Aktivität unter Verwendung der Stärke der Probe als Substrat. Die Methode beruht auf der raschen Verkleisterung einer wässrigen Suspension aus Mehl oder Schrot im kochenden Wasserbad und der nachfolgenden Messung der Verflüssigung des Stärkegels durch die Alpha-Amylase in der Probe.
Amylase ist ein Enzym, das im Getreide vorkommt. Während schlechter Wachstumsbedingungen (zu kalt oder zu feucht während der Wachstumsphase) wird verstärkt α-Amylase gebildet. Weizenmehle mit mittleren Fallzahlen (230–280) ergeben eine normale, elastische, gutgeporte Krume und haben eine ausreichende Triebkraft. Mehle mit niedrigen Fallzahlen (<220 s) sind unelastisch und die Gebäckkrume ist feucht (feuchtbackend). Weiterhin haben diese eine erhöhte Triebkraft. Weizenmehle mit hohen Fallzahlen (>300 s) dagegen ergeben eine trockene Gebäckkrume (trockenbackend) und ein geringes Gebäckvolumen. Außerdem haben sie eine geringe Triebkraft, dies erfordert eine Zugabe von vergärbaren Zuckern (z. B. Malzmehl) und/oder enzymhaltigen Backmitteln.
Kurzgefasst gibt die Fallzahl Auskunft über:
- die Widerstandsfähigkeit verkleisterter Stärke gegen den Abbau durch Enzyme
- die Aktivität stärkeabbauender Enzyme (Amylasen) und den Grad einer möglichen Auswuchsschädigung

## Wirkung von α-Amylase
Die Stärke im Mehl führt zu einer „Verkleisterung“ des Teigs, er bindet ab und wird zäh. α-Amylase unterbindet diesen Prozess bzw. macht ihn wieder rückgängig; der Teig wird also dünn und seine Verarbeitung wird erschwert bis unmöglich.

## Vorbereitung
Eine ausreichend große Probe (mindestens 300 Gramm) Getreide wird entnommen und gut durchmischt. Das Getreide wird mit einer Schlagkreuzmühle vermahlen und erneut durchmischt. Eine vom Feuchtigkeitsgehalt des Mehls abhängige Menge (Standard: 7 Gramm bei 14 % Feuchtigkeit) wird in ein Fallkörperviskosimeter gegeben, anschließend werden 25 ml destilliertes Wasser zugegeben. Das Viskosimeter-Röhrchen wird mit einem Gummistöpsel verschlossen und 40 mal heftig geschüttelt, bei Bedarf auch öfter, um eine klümpchenfreie Suspension zu erhalten. Der Stöpsel wird entfernt, das an den Röhrenwänden anhaftende Mehl wird mit dem Rührviskosimeter in die Flüssigkeit hineingeschoben.

## Durchführung
Beginn der Zeitnahme. Das Röhrchen kommt in ein 95 °C heißes Wasserbad. Nach fünf Sekunden beginnt der Rührvorgang, dabei wird der Messstab vertikal hin- und herbewegt. Nach insgesamt 60 Sekunden wird der Messstab nach oben gezogen und losgelassen, das dauert weitere zwei Sekunden. Durch sein Gewicht wird der Messstab nun nach unten gezogen, die Zähigkeit der verkleisteren Suspension setzt ihm dabei einen Widerstand entgegen. Ist der Messstab unten angekommen, so wird die Zeit gestoppt. Die abgelesene Zeit in Sekunden (Rührzeit + Sinkzeit) ist die Fallzahl. Bei der Zeit werden nur ganze Sekunden berücksichtigt.
Die Untersuchung ist international standardisiert:
- ICC Nr. 107/1
- AACC Nr. 56-81B
- ISO Nr. ISO/DIS 3093
- ASBC Barley 12-A

## Auswertung
- Je größer die α-Amylase-Aktivität, desto dünner bzw. widerstandsloser ist die Suspension und desto kleiner die Fallzahl.
- Je kleiner die α-Amylase-Aktivität, desto zäher der Teig und desto größer die Fallzahl.
- Durch das Messverfahren bedingt sind Fallzahlen immer größer als 62 Sekunden.

Niedrige Fallzahlen bedeuten schlechte Backfähigkeit. Das Backergebnis ist am besten bei Fallzahlen von 250–300 s (Weizenmehl) und 150–180 s (Roggenmehl). Sind die Fallzahlen zu hoch (>400 s), ist das Backergebnis auch schlecht, da der Teig zu zäh ist und zu wenig Gasbildungsvermögen (vergärbare Zuckerstoffe) besitzt, um ihn (durch Hefe oder andere Triebmittel) aufgehen zu lassen.

### Verflüssigungszahl
Erstaunlich ist, dass man Mehle nicht nach Fallzahlwerten mischen kann. Beispiel: Mischt man zwei Mehle mit je 200 und 300 s Fallzahl zu gleichen Teilen, so kommt in der Mischung nicht eine Fallzahl von 250 s heraus. Daher müssen die Fallzahlen vorher in Verflüssigungszahlen (engl. Liquefaction Number, LN) umgewandelt werden:
{\displaystyle {\text{Verfluessigungszahl}}={\frac {6000}{{\text{Fallzahl}}-50}}}
Mit ihrer Hilfe kann man Mischungsverhältnisse errechnen, mit denen die gewünschte Fallzahl in der Mischung erreicht wird.

### Neueste Erkenntnisse
Die Stärkebeschaffenheit hängt von vielen Faktoren ab. 
- So wird kritisiert, dass bei der Fallzahlmethode nach ICC 107 die Stärke unter Wasserüberschuss und gleichzeitig hoher Enzymaktivität durchgeführt wird. Eine solche Stärkeverflüssigung ist in Teigen mit beschränkter Wasserverfügbarkeit aber erst bei sichtbarem Auswuchs möglich.
- Reserveproteine und Nichtstärkekohlenhydrate regulieren die Angreifbarkeit und die Hydration der Stärke.
- Polare Lipide wirken einer niedrigen Fallzahl entgegen. Insbesondere die Hitze im Jahr 2010 führte zu einem Anstieg.
- Die Hitze im Juli 2010 sorgte für eine Stärkestrukturhärtung (Annealing).

Untersuchungen ergaben, dass selbst mit Fallzahlen unter 100 Sekunden gut gelockerte Weizenkleingebäcke erreicht werden konnten.